# 니시모토 마사타카
니시모토 마사타카(일본어: 西本 雅崇, 1996년 6월 11일 ~ )는 일본의 축구 선수이다.

## 구단 경력
그는 2015년부터 2022년까지 J리그의 세레소 오사카, 카마타마레 사누키에서 활동하였다.